# Kathedraal van het Heilig Sacrament
De Kathedraal van het Heilig Sacrament (Engels: Cathedral of the Blessed Sacrament) is een rooms-katholieke kathedraal in Sacramento, de hoofdstad van de Amerikaanse staat Californië. Het is de hoofdkerk van het bisdom Sacramento. De kathedraal is gelegen in het centrum van de stad bij de kruising van 11th en K Street.
In 1886 werd het bisdom Sacramento opgericht met Patrick Manogue als bisschop. Manogue wilde een kathedraal bouwen naar Europees voorbeeld en daarvoor verwierf hij een stuk land één huizenblok ten noorden van het Capitool van Californië. Het gebouw werd gemodelleerd naar de Église de la Sainte-Trinité in Parijs en was in juni 1889 voltooid. Ten tijde van de voltooiing was het bouwwerk de grootste kathedraal ten westen van de Mississippi.